# Allama al-Hilli
Jamal ad-Din Hasan ibn Yusuf ibn 'Ali ibn Muthahhar al-Hilli (født 23. december 1250, død 27. december 1325), bedre kendt som ayatollah og Allama al-Hilli, var en prominent Tolver Shia lærd fra nuværende Irak.